# Западная чайка
Западная чайка (лат. Larus occidentalis) — вид птиц из семейства чайковых (Laridae), обитающий на западном побережье Северной Америки.

## Описание
С размером 53—56 см и размахом крыльев около 137 см западная чайка считается птицей средней величины. Голова, шея, нижняя сторона и хвост окрашены в белый цвет, хотя в зимнее время на голове и шее могут появляться серые полоски. Верхняя сторона свинцово-серая, на крыльях имеются чёрные перья. Кончики этих перьев, однако, светло-серые либо белые. На нижней части жёлтого клюва есть красное пятно. Ноги розовые. Окрас молодняка коричневато-серый с белыми вкраплениями на верхней стороне. Крылья и хвост чёрные, ноги коричневые.

## Распространение
Западная чайка встречается на западном побережье Северной Америки, что обусловило её название. В Канаде она обитает в Британской Колумбии. В США она представлена в фауне таких штатов как Вашингтон, Орегон, Калифорния, Айдахо, Невада, Колорадо и Нью-Мексико. Её можно встретить также на севере Мексики, но на юге страны она очень редкий гость. Иногда она появляется в штатах Аризона, Техас, Флорида, Иллинойс, Саскачеван, Квебек и Аляска. Западная чайка, как правило, избегает глубь материка. Она гнездится на скалистых побережьях, в особенности на островах и в устьях рек. МСОП оценивает этот вид как не состоящий под угрозой.

## Питание
Добычу западных чаек составляет прежде всего рыба, а также беспозвоночные животные, такие как криль, головоногие, медузы, морские звёзды, двустворчатые и брюхоногие. Параллельно, они являются поедателями падали и нередко слетаются на мёртвые тела тюленей и морских львов. Любят также искать съедобные отходы на мусорных свалках. Наблюдались случаи, когда западные чайки поедали птенцов других птиц.

## Размножение
В период гнездования пары западных чаек активно обороняют свой ареал от сородичей. Самка откладывает три яйца в углубление в земле и насиживает их около месяца. Птенцы остаются в гнезде до обретения способности летать. Беспризорные птенцы либо поедаются соседними парами, либо, наоборот, ими усыновляются. Продолжительность жизни западной чайки может достигать 25 лет, хотя в среднем она живёт около 15 лет.

## Подвиды
Существуют два подвида западной чайки:
- Larus occidentalis occidentalis
- Larus occidentalis wymani